# Phyllangia pequegnatae
Espèce
Statut CITES
Phyllangia pequegnatae est une espèce de coraux appartenant à la famille des Caryophylliidae.